# Bittern Lake 218
Bittern Lake 218 är ett reservat i Kanada.   Det ligger i provinsen Saskatchewan, i den centrala delen av landet, 2 300 km väster om huvudstaden Ottawa.
I omgivningarna runt Bittern Lake 218 växer i huvudsak barrskog. Trakten runt Bittern Lake 218 är nära nog obefolkad, med mindre än två invånare per kvadratkilometer.